# Паата Картлийский
Паата (груз. პაატა; 1720 — декабрь 1765) — грузинский царевич (батонишвили). Внебрачный сын царя Картли Вахтанга VI.

## Ранняя жизнь
Царевич Паата был внебрачным сыном царя Картли Вахтанга VI (также известный как Хусайн-Кули-хан), рожденным от неизвестной наложницы в 1720 году.
В 1724 году во время вторжения османской армии в Грузию картлийский царь Вахтанг потерял свой трон и бежал в Россию вместе с семьей и свитой из 1200 человек. Молодой царевич учился в военном колледже в Санкт-Петербурге, где сдал экзамен по артиллерии. При отсутствии вакансии артиллерийского офицера Паата Вахтангович получил чин подполковника пехотного полка, но никогда не служил в армии. После смерти своего отца в 1737 году царевич Паата стал испытывать большие финансовые трудности, с 1740 года он получал ежегодную пенсию от русского правительства в размере 300 рублей. В 1745 году он подал прошение о разрешении ему вернуться в Грузию или присвоении ему надлежащего ему чина в императорской службе, но ничего не получил.

## Приключения
В январе 1749 года царевич Паата, озлобленный жизнью и незначительной пенсией, бежал из России. Он прибыл через Ригу, Митаву и Мемель в Кенигсберг, где безуспешно пытался поступить на службу к королю Пруссии Фридриху II Великому. После этого он отправился в Варшаву, а затем, через Каменец и Бухарест, прибыл в Стамбул в августе 1749 года.
В конце концов, в 1752 году, царевич Паата объявился в Тбилиси, столице Грузии, где был принят на службу царем Картли Теймуразом II и его сына Ираклием II, царем Кахетии. Имевший репутацию учёного и европейски образованного человека, Паата получил задачу реорганизовать грузинскую артиллерию по российскому образцу. Царевич Паата, склонный к упрямству, отказался сопровождать своего царя в кампании против Гянджи в 1752 году и был заключен в тюрьму. В 1754 году Паата бежал в западно-грузинское царство Имеретию, где поддержал князя Левана Абашидзе против его собственного внука, царя Соломона I . Затем царевич Паата уехал в Иран, но не смог добиться благосклонности Керим-хана и вернулся в Грузию. Ираклий II, царь объединенного Картли-Кахетинского царства, помиловал Паату, назначив его своим военным советником и губернатором (моурави) Тбилиси.

## Заговор и смерть
В 1765 году царевич Паата стал в Тбилиси тайно встречаться с некоторыми дворянами, недовольными правлением нового царя Ираклия II. Был составлен заговор, чтобы убить царя и посадит на его место Паату. Члены династии Багратион-Мухранских, а также их сторонники, не могли примириться с тем, что царский престол в Картли занимали кахетинские цари в лице Ираклия II. Кроме того, ведущие грузинские семьи, такие как Цицишвили и Амилахвари, возмущались против решения Ираклия II, который разрешил бывшим грузинским рабам, освобожденным из плена, проживать на королевской земли, запретив помещикам возвращать своих крепостных крестьян. Князь Дмитрий Амилахвари, один из главных заговорщиков, имел личную неприязнь к монарху: он чувствовал себя оскорбленным из-за того, что царь Ираклий II запретил своей сестре Елизавете выходить замуж за его сына Александра.
Датуна, ремесленник из Самшвилде и муж царской няньки, который должен был ввести заговорщиков в царский дворец, признался об этом на исповеди священнику, который тут же сообщил царю Ираклию. По приказу царя все заговорщики были схвачены и подвергнуты пыткам. 22 человека, в том числе поэт Саят-Нова, были оправданы. Главные лидеры заговорщиков были казнены и подвергнуты серьезным телесным увечьям. Были обезглавлены царевич Паата и его двоюродный брат, Давид, сын Абдуллаха-Бега. Князь Элизбар Тактакишвили, тесть Давида, был сожжен, Дмитрий Амилахвари лишен титулов и имущества, его сыну Александру отрезали нос. Некоторым отрезали язык, а других лишили зрения.